# Kafnaald (passiebloem)

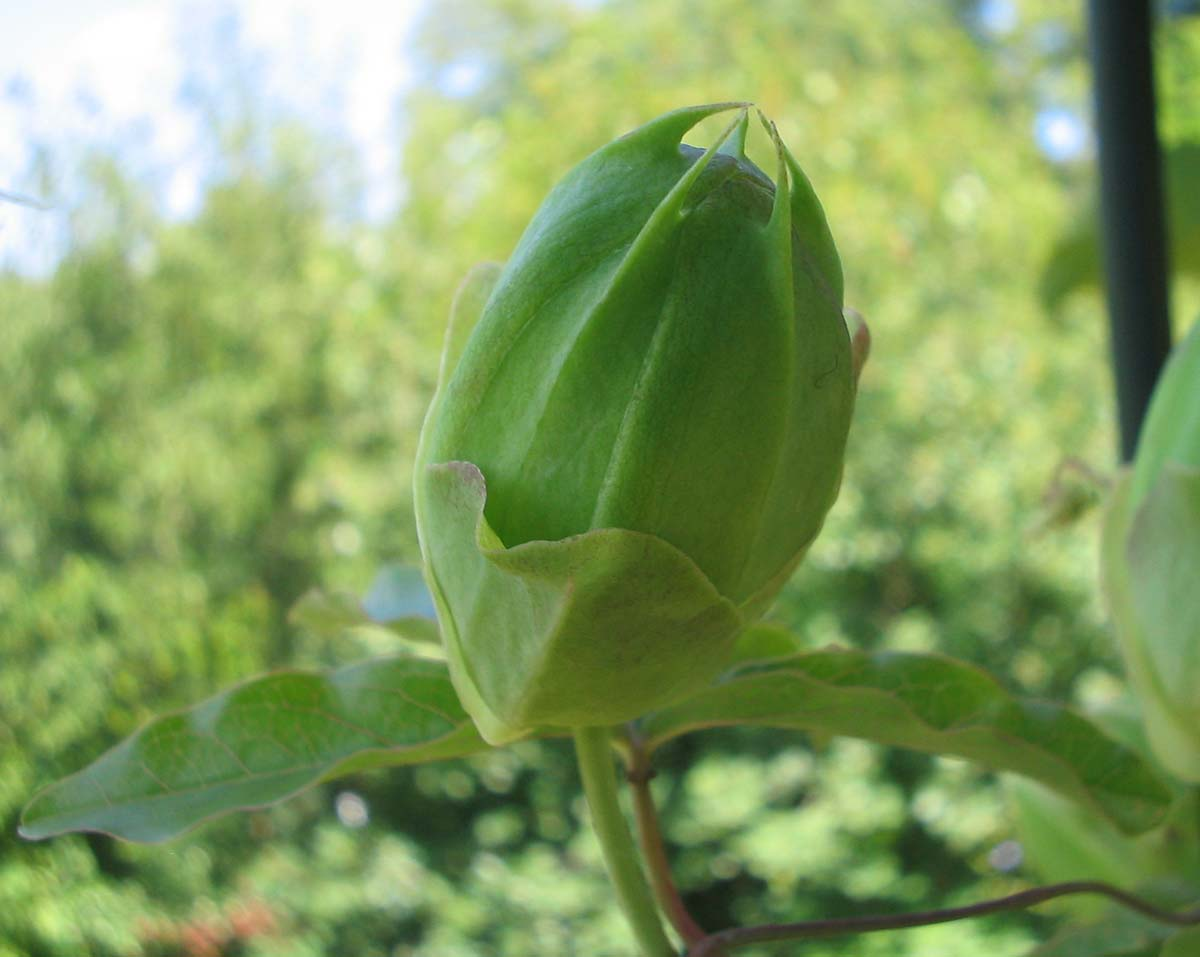
Bloemknop van Passiflora caerulea met kafnaalden

Een kafnaald is een uitsteeksel van de kelkbladeren van bepaalde soorten passiebloemen, vooral van de soorten uit het ondergeslacht Passiflora. Ook een aantal soorten uit het ondergeslacht Decaloba bezitten kafnaalden. Dit uitsteeksel kan klein en borstelachtig zijn of er als een kleine hoorn uitzien of langer zijn. Soms ontspringen de kafnaalden al vanaf het midden van de kelkbladeren en zijn ze behoorlijk lang, evenwijdig liggend aan de kelkbladeren en kunnen ze er zelfs bladachtig uitzien. Bij sommige soorten met grote kafnaalden zijn de kafnaalden hol. Vaak zijn de kafnaalden van de drie buitenste kelkbladeren langer dan de kafnaalden van de twee binnenste kelkbladeren. Een van de bekendste passiebloemen met lange kafnaalden is wel Passiflora amethystina waarbij de kafnaalden tot 2,5 cm lang kunnen zijn.
Kafnaalden bij grassen zijn iets totaal anders. Daar zijn het uitsteeksels die uitgaan van het lemma. Zie: kafnaald (gras).